# Mouche Phillips
Mouche Phillips (Sídney, Nueva Gales del Sur; 23 de marzo de 1973) es una actriz y productora australiana, más conocida por haber interpretado a Viv Newton en la serie Home and Away.

## Biografía
Se entrenó en la prestigiosa escuela "Central School of Speech and Drama".
Es buena amiga de los actores Susie Porter, Simon Lyndon y Joel Edgerton.
El 21 de septiembre de 2002, se casó con Sy Milman; la pareja tuvo tres hijos y en 2010 se divorciaron.

## Carrera
Dirige un programa de teatro para el teatro Byron, también ha dado varias clases para niños centrados en funciones de cámara, improvisión y a asistido como directora de casting para niños y profesora de actuación.
El 5 de julio de 1989, se unió al elenco principal de la popular serie australiana Home and Away, donde interpretó a la estudiante Aviva "Viv" Newton, hasta el 25 de mayo de 1990. Ese mismo año apareció por primera vez en la serie policíaca donde interpretó a Sarah en cuatro episodios, más tarde Mouche volvió a aparecer en la serie ahora en 1996 interpretando a Dorothy Taylor durante el episodio "Long Time Coming".
En 2000 apareció por primera vez como invitada en la serie policíaca Water Rats, donde interpretó a Eva Minton-Sykes hasta 2001. En 2009 apareció como invitada en la tercera temporada de la serie H2O: Just Add Water, donde interpretó a la señora Taylor hasta 2010.
En marzo de 2014 se unió al elenco recurrente de la nueva serie Secrets and Lies, donde da vida a Vanessa Turner.

## Filmografía
Series de televisión
| Año             | Título                   | Personaje       | Notas                   |
| --------------- | ------------------------ | --------------- | ----------------------- |
| 2014 - presente | Secrets & Lies           | Vanessa Turner  | miniserie               |
| 2014 - presente | The Gods of Wheat Street | Paetra Hamilton | miniserie               |
| 2011            | Rescue Special Ops       | Leonie Carr     | episodio "The Game"     |
| 2009 - 2010     | H2O: Just Add Water      | Ms. Taylor      | 5 episodios             |
| 2008 - 2009     | East of Everything       | Sandy           | 11 episodios            |
| 2000 - 2001     | Water Rats               | Eva Sykes       | 8 episodios             |
| 1996            | Sweat                    | Robyn Barry     | episodio # 1.5          |
| 1996            | Pacific Drive            | PJ              | -                       |
| 1991            | Golden Fiddles           | Daphne Craig    | miniserie               |
| 1991            | Chances                  | Nicki Taylor    | -                       |
| 1989 - 1990     | Home and Away            | Viv Newton      | 130 episodios           |
| 1989            | G.P.                     | Sarah           | 4 episodios             |
| 1988            | Butterfly Island         | Jackie Wilson   | -                       |
| 1987            | The Haunted School       | Magpie          | 8 episodios - miniserie |

Películas
| Año  | Título                       | Personaje       | Notas |
| ---- | ---------------------------- | --------------- | --- |
| 1998 | Never Tell Me Never          | Meredith        | junto a Claudia Karvan, Michael Caton, Diane Craig, John Howard, Robert Mammone, Joel Edgerton & Justine Clarke |
| 1997 | Reprisal                     | Lavinia         | junto a Peter Phelps, Steve Jacobs, Sonia Todd, David Franklin & Georgie Parker                                 |
| 1993 | Butterfly Island             | Jackie Wilson   | junto a Penne Hackforth-Jones, Jeffrey Hardy & Grigor Taylor                                                    |
| 1988 | Dadah Is Death               | Michelle Barlow | junto a Julie Christie, Hugo Weaving, John Polson, Sarah Jessica Parker & Kerry Armstrong                       |
| 1988 | Touch the Sun: Princess Kate | Sarah           | junto a Myra Noblet, Claudia Karvan, Justine Clarke, Rebekah Elmaloglou & Martin Sacks                          |
| 1986 | Playing Beatie Bow           | Beatie Bow      | junto a Peter Phelps, Nikki Coghill, Moya O'Sullivan & Don Barker                                               |

Productora
| Año  | Título             | Notas             |
| ---- | ------------------ | ----------------- |
| 2013 | Delectable Shelter | obra - productora |
| 2004 | Last Cab to Darwin | obra - productora |

Teatro
| Año  | Obra                                  | Personaje | Director (a) | Teatro                 | Notas                                                                       |
| ---- | ------------------------------------- | --------- | ------------ | ---------------------- | --------------------------------------------------------------------------- |
| 1996 | Lockie Leonard, Human Torpedo         | -         | Alan Becher  | National Theatre       | junto a Leon Ewing, Greg McNeill, Scott McRae, Mattie Porges & James Sollis |
| 1995 | Rosencrantz and Guildenstern are Dead | -         | Jeremy Sims  | Belvoir Street Theatre | junto a Jonathan Hardy, Andrea Moor, Sean O'Shea & Christopher Stollery     |

## Premios y nominaciones
| Año | Categoría            | Premio              | Serie | Resultado |
| --- | -------------------- | ------------------- | ----- | --------- |
| -   | Best Acting in Radio | Silver Stylus Award | -     | Ganadora  |